# باشگاه ورزشی بالتیمور
باشگاه ورزشی بالتیمور یک باشگاه فوتبال حرفه‌ای است که در سنت مارک، هائیتی واقع شده است.
آنها یکی از بهترین تیم‌های لیگ هستند و رقیب دیرینه باشگاه تمپت هستند.

## افتخارات
- لیگ هائیتی: ۴ قهرمانی
- جام حذفی هائیتی: ۱ قهرمانی